# Màrkinskaia
Màrkinskaia (en rus: Маркинская) és un poble (una stanitsa) de l'óblast de Rostov, a Rússia, segons el cens rus del 2019 tenia 1.002 habitants. Pertany al districte de Tsimliansk.